# Thoelldeniz
Thoelldeniz bzw. Thölldenitz o. ä. ist der Name eines ausgestorbenen sächsischen Adelsgeschlechts.

## Geschichte
Für seine erworbenen Verdienste wurde der im Dienst des Herzogs von Sachsen-Weimar-Eisenach als Hofrat und Geheimer  Regierungsrat sowie Oberkonsistorialrat in Eisenach tätige Justinian Thoellden am 13. März 1771 am kaiserlichen Hof in Wien in den Reichsadelsstand mit der Bezeichnung von Thoelldenitz erhoben und ihm ein Adelswappen verliehen.
Der Adelstitel ging auf seinen einzigen Sohn Wilhelm Justinian Thoellden, der sich ab 1771 Wilhelm Justinian von Thoelldeniz nannte.
Mit der unverheirat gebliebenen Caroline von Thoelldeniz scheint dieses Adelsgeschlecht 1835 ausgestorben zu sein.

## Besitzungen
- Merxleben im Amt Langensalza (bis 1785)